# 프레임 차체
프레임 차체는 차체가 프레임과 나누어져 있는 자동차의 차체 구조를 말한다. 정식 명칭은 바디 온 프레임이다. 프레임 차체는 일본에서 유입된 잘못된 말이다. 반대는 모노코크 차체이다. 모노코크 차체보다 찌그러짐이 덜하지만, 충격을 차체 전체로 흡수시켜주기 때문에 모노코크 차체보다 오히려 더 위험하다. 스포츠 유틸리티 자동차와 트럭, 대형 차량에 주로 많이 쓰인다. 하지만 스포츠 유틸리티 자동차의 경우, 최근에는 프레임 차체가 잘 쓰이지 않는다.

## 같이 보기
- 모노코크